# Список наград и номинаций сериала «Настоящий детектив»
«Настоящий детектив» — американская телевизионная криминальная драма, транслируемая с 12 января 2014 года по кабельному каналу HBO. Создатель и автор сценария — Ник Пиццолатто. Сериал выпускается в формате антологии — в каждом сезоне свой сюжет и действующие лица.
Первый сезон «Настоящего детектива» претендовал на телевизионные премии в различных категориях: за сценарий, за режиссуру, за актёрскую игру. Сериал номинировался в 12 категориях на прайм-таймовую премию «Эмми» в 2014 году, завоевав 5 наград, в том числе премию «Эмми» за лучшую режиссуру драматического телесериала, доставшуюся Кэри Фукунаге. На 72-й церемонии вручения наград премии «Золотой глобус» сериал номинировался в трёх категориях: Мэттью Макконахи и Вуди Харрельсон претендовали на премию за лучшую мужскую роль в мини-сериале или телефильме, а Мишель Монаган — на премию за лучшую женскую роль второго плана. Первый сезон был удостоен премий Спутник, TCA, BAFTA и других. В наибольшем количестве номинаций участвовал Мэттью Макконахи. Пиццолатто был отмечен двумя премиями Гильдии сценаристов США.

## Список

### Первый сезон
| Награды и номинации | Награды и номинации                      | Награды и номинации                                                          | Награды и номинации                                               | Награды и номинации | Награды и номинации |
| Год                 | Награда                                  | Категория                                                                    | Номинант(ы)                                                       | Результат           |                     |
| ------------------- | ---------------------------------------- | ---------------------------------------------------------------------------- | ----------------------------------------------------------------- | ------------------- | ------------------- |
| 2014                | 66-я церемония премии «Эмми»             | Лучший драматический сериал                                                  | Настоящий детектив                                                | Номинация           |                     |
| 2014                | 66-я церемония премии «Эмми»             | Лучшая мужская роль в драматическом сериале                                  | Мэттью Макконахи                                                  | Номинация           |                     |
| 2014                | 66-я церемония премии «Эмми»             | Лучшая мужская роль в драматическом сериале                                  | Вуди Харрельсон                                                   | Номинация           |                     |
| 2014                | 66-я церемония премии «Эмми»             | Лучшая режиссура драматического сериала                                      | Кэри Дзодзи Фукунага                                              | Победа              |                     |
| 2014                | 66-я церемония премии «Эмми»             | Лучший сценарий к драматическому сериалу                                     | Ник Пиццолатто                                                    | Номинация           |                     |
| 2014                | 66-я творческая церемония «Эмми»         | Лучшая музыка к сериалу                                                      | Ти-Боун Бернетт                                                   | Номинация           |                     |
| 2014                | 66-я творческая церемония «Эмми»         | Лучший кастинг в драматическом сериале                                       | Алекса Л. Фогел, Кристин Кромер и Миган Луис                      | Победа              |                     |
| 2014                | 66-я творческая церемония «Эмми»         | Лучший грим в сериале (несложный)                                            | Фелисити Бауринг, Уэнди Белл, Энн Пала, Ким Перродин, Линда Даудс | Победа              |                     |
| 2014                | 66-я творческая церемония «Эмми»         | Лучшая операторская работа в сериале (одна камера)                           | Адам Аркапоу                                                      | Победа              |                     |
| 2014                | 66-я творческая церемония «Эмми»         | Лучший дизайн заглавных титров                                               | Патрик Клэр, Рауль Маркс, Дженнифер Софио Холл                    | Победа              |                     |
| 2014                | 66-я творческая церемония «Эмми»         | Лучшая работа художника-постановщика в сериале                               | Алекс Диджерландо, Мара Лепер-Шлооп, Тим Бич, Синтия Слагтер      | Номинация           |                     |
| 2014                | 66-я творческая церемония «Эмми»         | Лучший монтаж драматического сериала (одна камера)                           | Аффонсо Гонкалвес                                                 | Номинация           |                     |
| 2015                | 72-я церемония «Золотого глобуса»        | Лучший мини-сериал или телефильм                                             | Настоящий детектив                                                | Номинация           |                     |
| 2015                | 72-я церемония «Золотого глобуса»        | Лучшая мужская роль в мини-сериале или телефильме                            | Мэттью Макконахи                                                  | Номинация           |                     |
| 2015                | 72-я церемония «Золотого глобуса»        | Лучшая мужская роль в мини-сериале или телефильме                            | Вуди Харрельсон                                                   | Номинация           |                     |
| 2015                | 72-я церемония «Золотого глобуса»        | Лучшая женская роль второго плана в мини-сериале, телесериале или телефильме | Мишель Монаган                                                    | Номинация           |                     |
| 2015                | British Academy Television Awards        | Лучший международный мини-сериал                                             |                                                                   | Победа              |                     |
| 2014                | Выбор телевизионных критиков             | Лучший драматический сериал                                                  | Настоящий детектив                                                | Номинация           |                     |
| 2014                | Выбор телевизионных критиков             | Лучшая мужская роль в драматическом сериале                                  | Мэттью Макконахи                                                  | Победа              |                     |
| 2014                | Премия Ассоциации телевизионных критиков | Лучшая новая программа                                                       | Настоящий детектив                                                | Номинация           |                     |
| 2014                | Премия Ассоциации телевизионных критиков | Программа года                                                               | Настоящий детектив                                                | Номинация           |                     |
| 2014                | Премия Ассоциации телевизионных критиков | Лучшие достижения в кино, мини-сериале или программе                         | Настоящий детектив                                                | Победа              |                     |
| 2014                | Премия Ассоциации телевизионных критиков | Личные достижения в драме                                                    | Мэттью Макконахи                                                  | Победа              |                     |
| 2015                | Премия Гильдии киноактёров США           | Лучшая мужская роль в драматическом сериале                                  | Мэттью Макконахи                                                  | Номинация           |                     |
| 2015                | Премия Гильдии киноактёров США           | Лучшая мужская роль в драматическом сериале                                  | Вуди Харрельсон                                                   | Номинация           |                     |
| 2015                | Премия Гильдии менеджеров локаций США    | Лучшие места съёмок в современном телесериале                                | Бату Чендлер                                                      | Победа              |                     |
| 2015                | Премия Гильдии продюсеров США            | Лучший эпизод драматического сериала                                         |                                                                   | Номинация           |                     |
| 2014                | Премия Гильдии режиссёров США            | Драматический сериал                                                         | Кэри Дзодзи Фукунага                                              | Номинация           |                     |
| 2015                | Премия Гильдии сценаристов США           | Драматический сериал                                                         | Ник Пиццолатто                                                    | Победа              |                     |
| 2015                | Премия Гильдии сценаристов США           | Новый сериал                                                                 | Ник Пиццолатто                                                    | Победа              |                     |
| 2014                | Спутник                                  | Лучший драматический сериал                                                  | Настоящий детектив                                                | Номинация           |                     |
| 2014                | Спутник                                  | Лучшая мужская роль в драматическом сериале                                  | Вуди Харрельсон                                                   | Номинация           |                     |
| 2014                | Спутник                                  | Лучшая женская роль второго плана в сериале, мини-сериале или телефильме     | Мишель Монаган                                                    | Номинация           |                     |